# Der Himmel ist nie ausverkauft
Der Himmel ist nie ausverkauft ist ein deutscher Spielfilm von Alfred Weidenmann aus dem Jahr 1955.

## Handlung
In Berlin leben vier junge Studenten, die zwar kein Geld besitzen, aber mit viel Phantasie versuchen, dieses zu überbrücken. Es sind Michael, ein Student der Volkswirtschaft, Franz der Jurastudent, Robert der Kunst studiert und Jimmy, ein Amerikaner, mit dessen alten Auto sie gerade eine Luftfracht zum Flughafen bringen, um ihr Konto aufzubessern. Hier treffen sie auf die bildhübsche Italienerin Angelina Borelli, die nicht, wie verabredet, von ihrer Tante Frau Homann vom Flugzeug abgeholt wird. Sie beschließen, die junge Frau zu ihrer Tante zu fahren. Kurz vor der Abfahrt trifft diese aber doch noch ein, aber Angelina hat in der Eile ihre Tasche im Auto liegengelassen. Da die vier Freunde Gefallen an ihr gefunden haben, haben sie nun einen Grund, die abrupt unterbrochene Verbindung wieder zu aktivieren und fahren zu Tante Homann. Bei einer Verabredung zur „Italienischen Nacht“ am Funkturm wollen Franz, Robert und Jimmy im fairen Wettkampf um die Gunst des Mädchens streiten. Hierbei sollte Michael der Schiedsrichter sein. Was keiner ahnen konnte, gerade den schüchternen Michael hatte sich Angelina als Tänzer auserkoren.
Die Freunde finden sich mit der Niederlage ab, nachdem sie von der Tante erfahren haben, dass es sich bei Angelina um ein sehr vermögendes Mädchen mit einer elterlichen Fabrik in Italien handelt. In der Hoffnung, hier nach dem Studium eine gute Anstellung zu bekommen, fördern sie weiterhin das Verhältnis der beiden. Nur Michael ist entsetzt, als er die wahren Gründe für das „selbstlose“ Verhalten seiner Freunde erfährt und beschließt, Angelina nie wiederzusehen. Diese ist inzwischen aus familiären Gründen nach Rom zurückgekehrt. Michael hat schwer unter der Trennung zu leiden und versagt sogar völlig bei einer Zwischenprüfung. Sein Professor Behrens bekommt die Zusammenhänge mit und ermöglicht es, einen seiner besten Studenten, zu einem Fußball-Länderspiel nach Rom zu fahren. Angelina ist überglücklich Michael wieder bei sich zu haben und auch auf ihren Vater macht er einen guten Eindruck. Dem erzählt er bei einem Glas Wein, von dem Komplott seiner Freunde und um denen eine Lehre zu erteilen, lädt dieser die drei auch nach Rom ein.
Mit seiner Ironie trifft Herr Borelli die Freunde so tief, dass diese beschließen, umgehend wieder abzufahren. Auch Michael können sie überzeugen, dass dieser nicht in dieses Milieu passt und er mit ihnen auf einem Lastkraftwagen mit zurück nach Berlin fährt. Doch nun nimmt wieder Her Borelli das Ruder in die Hand und fährt mit seiner Tochter den Flüchtenden hinterher. Da sie mit dem PKW viel schneller sind holen sie den Lkw bald in einem kleinen Städtchen ein und verursachen hier einen größeren Verkehrsstau. Als sie sich Angelina und Michael wiedersehen, fallen sie sich in die Arme, denn ihre Hoffnungen haben sich erfüllt. Aber auch für die Freunde soll dieses Abenteuer nicht umsonst gewesen sein.

## Produktion
Der Film wurde im Atelier Berlin-Tempelhof produziert. Die Außenaufnahmen entstanden in Berlin und Rom. Der Himmel ist nie ausverkauft ist ein Schwarzweißfilm und hatte am 18. Juli 1955 im Düsseldorfer Apollo-Theater  seine Uraufführung. Es sangen Friedel Hensch und die Cyprys zur Musik des FFB-Orchesters. Es tanzten Maria Fris und Rainer Köchermann.

## Kritik
Das Lexikon des internationalen Films bezeichnet den Film als eine harmlose, realitätsferne Unterhaltung im Stil eines modernen Märchens, die dank der guten Darsteller durchaus charmant wirkt.